# Rotaria neptunoida
Rotaria neptunoida är en hjuldjursart som beskrevs av Harry K. Harring 1913. Rotaria neptunoida ingår i släktet Rotaria och familjen Philodinidae. Arten är reproducerande i Sverige. Inga underarter finns listade i Catalogue of Life.